# Charlie Dobson
Charlie Dobson (Colchester, 20 ottobre 1999) è un velocista britannico, vice-campione mondiale under 20 dei 200 metri piani ai campionati di Tampere 2018.

## Biografia
Allenato da Benke Blomkvist, il suo club è il Colchester Harriers di Colchester. Appena diciottenne, la prima convocazione in Nazionale (2018) risale al Loughborough International Athletics Meeting, presso il Paula Radcliffe Stadium di Loughborough, giungendo primo al traguardo in 20"73.
Duecentista e quattrocentista, dopo un infortunio che lo ha tenuto lontano dalla pista, nel 2022 il velocista è sceso nei 200 metri a 20"19, la 11ª migliore prestazione nazionale di tutti i tempi nel suo paese, secondo la BBC. A 22 anni Dobson partecipa agli europei di Monaco: punta direttamente alla finale, lanciato alla ricerca dell'ulteriore record personale: giunge invece al 4º posto, dietro l'italiano Filippo Tortu, ma conquista l'oro nella 4x400. Nel 2022 vince la medaglia d'oro nella staffetta 4x400 m agli europei di Monaco di Baviera. Nel 2024 vince l'argento nei 400 metri piani agli europei di Roma ed il bronzo olimpico nella staffetta 4x400 metri a Parigi 2024.

## Palmarès
| Anno | Manifestazione  | Sede      | Evento        | Risultato  | Prestazione | Note                                     |
| ---- | --------------- | --------- | ------------- | ---------- | ----------- | ---------------------------------------- |
| 2018 | Mondiali U20    | Tampere   | 200 m piani   | Argento    | 20"57       |                                          |
| 2022 | Europei         | Monaco    | 200 m piani   | 4º         | 20"34       |                                          |
| 2022 | Europei         | Monaco    | 4×400 m       | Oro        | 2'59"35     | Miglior prestazione personale stagionale |
| 2023 | Mondiali        | Budapest  | 4×400 m       | Bronzo     | 2'58"71     | Miglior prestazione personale stagionale |
| 2024 | World Relays    | Nassau    | 4×400 m mista | Batteria   | 3'13"52     |                                          |
| 2024 | Europei         | Roma      | 400 m piani   | Argento    | 44"38       | Miglior prestazione personale            |
| 2024 | Giochi olimpici | Parigi    | 400 m piani   | Semifinale | 44"48       |                                          |
| 2024 | Giochi olimpici | Parigi    | 4x400 m       | Bronzo     | 2'55"83     | Record europeo                           |
| 2025 | World Relays    | Guangzhou | 4x400 m       | 6º         | 3'03"46     |                                          |

## Altre competizioni internazionali
2024
- Vincitore della Diamond League nella specialità dei 400 m piani